# Marino Mallwitz
Marino Mallwitz (* 20. September 1996 in Lübeck) ist ein deutscher Handballspieler.

## Karriere
Marino Mallwitz durchlief sämtliche Jugendmannschaften des VfL Lübeck-Schwartau. In der Saison 2014/15 erhielt er erste Einsatzzeiten in der 2. Bundesliga und stand ab 2015 dann fest im Kader der 1. Mannschaft. 2020 wechselte er zum Ligakonkurrenten DJK Rimpar. In der Saison 2021/22 konnte er mit 347 Paraden die meisten der Liga verzeichnen. Seit Sommer 2022 steht er im Kader des Zweitligisten HC Elbflorenz.

## Privat
Marino Mallwitz ist gelernter Bankkaufmann.